# Skjåk
Skjåk è un comune norvegese della contea di Innlandet, distretto di Gudbrandsdalen. 
È famoso perché coperto da un'ombra pluviometrica che riduce sensibilmente le precipitazioni. Statisticamente piove di più nel deserto del Sahara.